# Ржавец (Свердловский район)
Ржавец — деревня в Свердловском районе Орловской области. Входит в состав Никольского сельского поселения.

## География
Деревня расположена на берегу реки Малая Рыбница. 
Географическое положение: в 19 километрах от районного центра — посёлка городского типа Змиёвка, в 27 километрах от областного центра — города Орёл и в 352 километрах от столицы — Москвы.

## Население
| 2010 |
| ---- |
| 0    |